# Axel Skogberg
Axel Skogberg, född den 23 maj 1994 i Stockholm, är en svensk tidigare barnskådespelare.
Han hade huvudrollen i Sveriges Televisions Julkalender 2003 om Håkan Bråkan. Den följdes året därefter av en biofilm, Håkan Bråkan & Josef. Dessutom har han spelat en liten roll i dokumentärfilmen I skuggan av våldet 2004. 2006 spelade han karaktären Vanheden i Lilla Jönssonligan & stjärnkuppen. 2013 tog han studenten vid Södra Latins gymnasium i Stockholm.

## Filmografi
- 2003 – Håkan Bråkan (TV-serie)
- 2004 – Håkan Bråkan & Josef
- 2004 – I skuggan av våldet
- 2004 – Pelikanmannen (röst)
- 2005 – Lovisa och Carl Michael (TV-serie)
- 2006 – Lilla Jönssonligan & stjärnkuppen
- 2006 – Nisse Hults historiska snedsteg (TV-serie)